# Fresnels integraler
Inom matematiken är Fresnels integraler S(x) och C(x) två speciella funktioner uppkallade efter Augustin-Jean Fresnel som är nära relaterade till felfunktionen (erf). De definieras som integralerna
{\displaystyle S(x)=\int _{0}^{x}\sin(t^{2})\,dt,\quad C(x)=\int _{0}^{x}\cos(t^{2})\,dt.}

## Serieexpansioner
Fresnelintegralerna kan skrivas som följande oändliga serier som konvergerar för alla värden på x:
{\displaystyle S(x)=\int _{0}^{x}\sin(t^{2})\,dt=\sum _{n=0}^{\infty }(-1)^{n}{\frac {x^{4n+3}}{(2n+1)!(4n+3)}}}
{\displaystyle C(x)=\int _{0}^{x}\cos(t^{2})\,dt=\sum _{n=0}^{\infty }(-1)^{n}{\frac {x^{4n+1}}{(2n)!(4n+1)}}}.

## Egenskaper
- C(x) och  S(x) är udda funktioner av x.
- Med att använda serieexpansionen ovan kan Fresnelintegralerna definieras för alla komplexa tal.
- Fresnelintegralerna kan skrivas med hjälp av felfunktionen på följande vis:

{\displaystyle S(z)={\sqrt {\frac {\pi }{2}}}{\frac {1+i}{4}}\left[\operatorname {erf} \left({\frac {1+i}{\sqrt {2}}}z\right)-i\operatorname {erf} \left({\frac {1-i}{\sqrt {2}}}z\right)\right],}
{\displaystyle C(z)={\sqrt {\frac {\pi }{2}}}{\frac {1-i}{4}}\left[\operatorname {erf} \left({\frac {1+i}{\sqrt {2}}}z\right)+i\operatorname {erf} \left({\frac {1-i}{\sqrt {2}}}z\right)\right].}
eller {\displaystyle S(z)+iC(z)={\sqrt {\frac {\pi }{2}}}{\frac {1+i}{2}}\operatorname {erf} \left({\frac {1+i}{\sqrt {2}}}z\right)}
- C och  S är hela funktioner.
- Integralerna som definierar C(x) och S(x) kan i allmänhet inte skrivas i sluten form med hjälp av elementära funktioner, med gränsvärden av funktionerna då x närmar sig oändlighet är kända:

{\displaystyle \int _{0}^{\infty }\cos t^{2}\,dt=\int _{0}^{\infty }\sin t^{2}\,dt={\frac {\sqrt {2\pi }}{4}}={\sqrt {\frac {\pi }{8}}}.}